# Каса-Бланка (Аризона)
Каса-Бланка (англ. Casa Blanca) — переписна місцевість (CDP) в США, в окрузі Пінал штату Аризона. Населення — 1727 осіб (2020).

## Географія
Каса-Бланка розташована за координатами 33°6′56″ пн. ш. 111°54′29″ зх. д. / 33.11556° пн. ш. 111.90806° зх. д. (33.115452, -111.908087).  За даними Бюро перепису населення США в 2010 році переписна місцевість мала площу 40,91 км², уся площа — суходіл.

## Демографія
Згідно з переписом 2010 року, у переписній місцевості мешкало 1388 осіб у 352 домогосподарствах у складі 277 родин. Густота населення становила 34 особи/км².  Було 388 помешкань (9/км²).
Расовий склад населення:
| - 96,0 % — корінних американців - 1,0 % — білих - 0,3 % — чорних або афроамериканців - 0,1 % — азіатів |

До двох чи більше рас належало 1,6 %. Частка іспаномовних становила 13,0 % від усіх жителів.
За віковим діапазоном населення розподілялося таким чином: 34,5 % — особи молодші 18 років, 59,5 % — особи у віці 18—64 років, 6,0 % — особи у віці 65 років та старші. Медіана віку мешканця становила 26,5 року. На 100 осіб жіночої статі у переписній місцевості припадало 92,5 чоловіків;  на 100 жінок у віці від 18 років та старших — 92,6 чоловіків також старших 18 років.
Середній дохід на одне домашнє господарство  становив 30 576 доларів США (медіана — 18 750), а середній дохід на одну сім'ю — 30 963 долари (медіана — 14 844). За межею бідності перебувало 60,3 % осіб, у тому числі 83,3 % дітей у віці до 18 років та 32,0 % осіб у віці 65 років та старших.
Цивільне працевлаштоване населення становило 446 осіб. Основні галузі зайнятості: освіта, охорона здоров'я та соціальна допомога — 33,4 %, мистецтво, розваги та відпочинок — 22,0 %, будівництво — 15,5 %, публічна адміністрація — 11,2 %.